# خوسيه مورر
خوسيه مورر (بالإسبانية: José Maurer)‏ هو مغني وممثل أرجنتيني، ولد في 6 مايو 1906 في أوكرانيا، وتوفي في 23 مايو 1968 في إسرائيل بسبب سكتة.

## وصلات خارجية
- خوسيه مورر على موقع IMDb (الإنجليزية)
- خوسيه مورر على موقع كينوبويسك (الروسية)